# Щир
Щир, още амарант или куча лобода (Amaranthus), е вид растение от род Amaranthus.

## Легенди
Произходът на едно от наименованията му (амарант) е от Древна Гърция, където означава „неугасващото“, неувяхващото цвете. Според някои твърдения помага срещу любовни мъки. Според латинската и гръцката митология амарантът помага и срещу физически рани, душевни терзания, болка и всякакви други човешки мъки и никога не увяхва, защото е вълшебно. В повечето митове цветето е тъмночервено, с големи красиви цветове, открива се много, много рядко и то само на лунна светлина. Само човек с много чиста душа и сърце може да намери амарант, защото той е свещен.